# Johnnie & Joe
Johnnie & Joe sono stati un duo vocale statunitense di rhythm and blues e doo wop.
Originari del Bronx, durarono come gruppo musicale lo spazio di una stagione, l'anno 1957. Transitati come una meteora nel panorama rock di metà anni cinquanta, sono ricordati per un hit intitolato Over the Mountain, Across the Sea lanciato anche attraverso partecipazioni a trasmissioni televisive di impatto giovanile.

## Storia
Johnnie Louise Richardson (1945-1988), la voce femminile, e Joe Rivers, quella maschile, iniziarono a fare musica insieme nel 1957 e incisero tre dischi singoli per la casa discografica Chess Records.
Tre loro canzoni raggiunsero nello stesso 1957 i primi posti delle classifiche di vendita statunitensi: 
- la citata Over the Mountain, Across the Sea (che sarà successivamente incisa in cover dal gruppo The Orlons) si piazzò al terzo posto nella classifica dei motivi R&B e all'ottavo posto nella Billboard Hot 100[2];
- I'll Be Spinning, entrò nella Top 10 R&B[1][3];
- infine My Baby's Gone salì al quindicesimo posto nella classifica R&B. Fu, questo, il loro ultimo successo[1] sebbene Over the Mountain, Across the Sea ebbe un ritorno di notorietà tornando nelle classifiche di vendita della musica pop nel 1960, quando si posizionò all'89º posto[2].

Tutti i dischi prodotti dalla Chess furono distribuiti con etichetta J&S Records, per la quale il duo era stato scritturato.
Johnnie Louise Richardson è morta per le complicazioni di un ictus il 25 ottobre 1988.

## Discografia

### Singoli
- Over the Mountain, Across the Sea
- I'll Be Spinning
- My Baby's Gone
- Darling
- There Goes My Heart
- It Was There
- Warm Soft & Lovely